# Onafhankelijk platenlabel
Een onafhankelijk platenlabel is een platenlabel dat zonder de financiering van een groot platenlabel werkt.

## Definitie
Er is geen eenduidige definitie van een onafhankelijk platenlabel. Oorspronkelijk waren onafhankelijke platenmaatschappijen labels die werden opgezet zonder steun of financiering van de traditionele, grote platenmaatschappijen. De grenzen tussen de grote en onafhankelijke platenlabels zijn in de praktijk echter vaag.
Sommige onafhankelijke labels krijgen financiering van grotere platenlabels. Ook gebeurt het dat individuele artiesten, met steun van hun eigen platenmaatschappij, een onafhankelijk platenlabel oprichten en voor dit label gebruik kunnen maken van de faciliteiten van het moederlabel. Veel andere onafhankelijke labels maken in bepaalde mate gebruik van internationale overeenkomsten omtrent licenties, verdelingsovereenkomsten en andere regelingen met grote labels, omdat zij zelf niet bij machte zijn om dit te regelen. Er is geen duidelijke scheidslijn over de invloed die grotere maatschappijen mogen uitoefenen op kleinere labels, voordat ze niet meer als onafhankelijk mogen worden aangeduid. Hierbij komt nog dat de term indie - die ooit bedacht is voor artiesten van deze onafhankelijke labels - op dit moment ook in een breder opzicht gebruikt wordt.

## Geschiedenis

### De eerste labels
De eerste onafhankelijke platenlabels werd eind jaren 40 van de twintigste eeuw opgericht in de Verenigde Staten. Al sinds die tijd hebben zij een signalerende functie, als het gaat om ontwikkelingen in de popmuziek. Omdat bepaalde muziekstromingen moeilijk onder te brengen waren bij grotere platenlabels, werden er diverse kleinere platenlabels opgericht die zich specialiseerden in country, jazz en blues. Deze kleinere labels richtten zich niet enkel op een hoge verkoop van hun platen, maar gaven artiesten veelal meer artistieke vrijheid en ruimte om te experimenteren, en richtten zich daarmee gewoonlijk op een klein maar toegewijd publiek.
Een belangrijk onafhankelijk platenlabel in de jaren 50 van de twintigste eeuw was Sun Records, dat met artiesten als Elvis Presley, Carl Perkins, Johnny Cash, Jerry Lee Lewis, Roy Orbison en Charlie Rich een belangrijke rol speelde bij de ontwikkeling van de rock-'n-roll.

### 1960-1970
In het Verenigd Koninkrijk hadden, tijdens de jaren 50 en 60, grote platenmaatschappijen als EMI, Philips en Decca, zoveel macht dat onafhankelijke labels maar moeilijk voet aan de grond kregen. Diverse Britse muziekproducenten richtten hun eigen labels op, zoals Joe Meek (Triumph), Andrew Oldham (Direct) en Larry Page (Page One), maar zelden wisten zij uit te groeien tot volwaardige labels. Een uitzondering hierop was Chrysalis Records, dat werd opgericht door Chris Wright en Terry Ellis: dit label groeide uit tot een groot en succesvol label. Eind jaren 60, begin jaren 70, richtten diverse grote artiesten eigen labels op, zoals The Beatles met Apple Records, Rolling Stones met Rolling Stones Records en Elton John met Rocket. Meestal bleven deze labels slechts een paar jaar echt actief, waarna het merendeel weer werd ingelijfd door de grotere maatschappijen.

### Hoogtijdagen
De punkstroming van eind jaren 70 was erg belangrijk voor de ontwikkeling en status van veel onafhankelijke labels. De indertijd heersende Do-It-Yourself-mentaliteit zorgde er voor dat er veel onafhankelijke labels werden opgericht, zoals Alternative Tentacles in de Verenigde Staten, 4AD in het Verenigd Koninkrijk en 1000 Idioten in Nederland. Om het hoofd boven water te houden moesten veel van deze labels echter weer distributie-overeenkomsten sluiten met grotere labels. Het ontstaan van aparte distributiekantoren als Pinnacle en Spartan, die verder niets met het opnameproces te maken hadden, zorgden er echter voor dat onafhankelijke labels ook op een onafhankelijke wijze hun platen konden verspreiden. In het Verenigd Koninkrijk ontstond ook The Cartel. Dit was een onafhankelijk distributiekantoor, dat onder andere door Rough Trade Records en Red Rhino werd opgezet om hun platen over heel het land te verspreiden.
Vanaf 1980 werd in het Verenigd Koninkrijk een speciale hitlijst in het leven geroepen voor platen van onafhankelijke platenmaatschappijen, genaamd de UK Indie Chart. Deze hitlijst werd een belangrijke graadmeter voor nieuwe acts van kleinere labels. Hoewel de onafhankelijke labels voornamelijk geassocieerd werden met alternatieve muziekstromingen als punk en reggae, stond deze hitlijst open voor alle muziek van onafhankelijke labels. Eind jaren 80 begonnen veel grotere platenmaatschappijen echter te werken met door hun gefinancierde sublabels, die hun platen verspreidden via de onafhankelijke kanalen. Op deze manier drongen zij door tot de Indie Chart, waar zij de acts van daadwerkelijk onafhankelijke labels verdrongen. Hierdoor verloor de hitlijst een groot deel van zijn waarde en begin jaren 90 werd de term indie, die stond voor de onafhankelijke platenmaatschappijen, dan ook steeds vaker vervangen door alternative. De term indie kwam vervolgens meer te staan voor gitaar-georiënteerde pop- en rockmuziek.

### Onafhankelijke labels in Nederland
In Nederland waren met name Munich Records en Excelsior Recordings belangrijk voor de ontwikkeling van de onafhankelijke labels. Munich Records werd opgericht in 1972 als jazzlabel, maar bleek al snel een toevluchtsoord te worden voor bands en artiesten die bij grotere platenmaatschappijen als te eigenwijs en eigenzinnig bestempeld werden. Excelsior Recordings werd in 1995 opgericht uit onvrede over het beleid van grotere platenmaatschappijen om artiesten te beoordelen op de cd-verkoop, in plaats van de kwaliteit van de platen. Excelsior groeide uit tot een van de meest toonaangevende platenlabels van de Benelux, met acts als Daryll-Ann, Spinvis en Fixkes.

## Trivia
- Het album Smash van The Offspring, dat uitkwam op Epitaph Records, is het best verkochte album van een onafhankelijk platenlabel ooit. Wereldwijd werden er 16 miljoen exemplaren van verkocht.
- In het Verenigd Koninkrijk worden alle onafhankelijke platenlabels gezamenlijk vertegenwoordigd door de Association of Independent Music.